# Astana Open 2022
L'Astana Open 2022 è stato un torneo di tennis giocato nei campi in cemento al coperto. È stata la terza edizione del torneo, facente parte della categoria ATP Tour 500 nell'ambito dell'ATP Tour 2022. Il torneo si è disputato al National Tennis Centre di Astana, in Kazakistan dal 3 all'8 ottobre 2022.
Inaugurato nel 2020 come ATP 250, il torneo era stato assegnato dall'ATP con una licenza valida per un solo anno per sopperire alle cancellazioni di alcuni tornei del circuito maggiore dovute alla pandemia di COVID-19. La licenza annua era stata confermata nel 2021 e con l'edizione del 2022 l'Astana Open è riconfermato nel 2023.

## Partecipanti al singolare maschile

### Teste di serie
| Nazionalità | Giocatore             | Ranking* | Testa di serie |
| ----------- | --------------------- | -------- | -------------- |
| Spagna      | Carlos Alcaraz        | 1        | 1              |
|             | Daniil Medvedev       | 4        | 2              |
| Grecia      | Stefanos Tsitsipas    | 6        | 3              |
| Serbia      | Novak Đoković         | 7        | 4              |
|             | Andrej Rublëv         | 9        | 5              |
| Italia      | Jannik Sinner         | 10       | 6              |
| Polonia     | Hubert Hurkacz        | 11       | 7              |
| Canada      | Félix Auger-Aliassime | 13       | 8              |
| Croazia     | Marin Čilić           | 13       | 9              |

* Ranking al 26 settembre 2022.

### Altri partecipanti
I seguenti giocatori hanno ricevuto una wildcard per il tabellone principale:
- Novak Đoković
- Michail Kukuškin
- Stan Wawrinka
- Beibit Žuchajev

Il seguente giocatore è entrato in tabellone come special exempt:
- Marc-Andrea Hüsler

I seguenti giocatori sono passati dalle qualificazioni:

- Luca Nardi
- Zhang Zhizhen
- Laslo Đere
- Aleksandr Ševčenko

I seguenti giocatori sono entrati in tabellone come lucky loser:
- David Goffin
- Pavel Kotov

### Ritiri
Prima del torneo
- Nikoloz Basilašvili → sostituito da  Albert Ramos Viñolas
- Grigor Dimitrov → sostituito da  Adrian Mannarino
- Gaël Monfils → sostituito da  Oscar Otte
- Lorenzo Musetti → sostituito da  Emil Ruusuvuori
- Holger Rune → sostituito da  David Goffin
- Diego Schwartzman → sostituito da  Aleksandr Bublik
- Jannik Sinner → sostituito da  Pavel Kotov
- Lorenzo Sonego → sostituito da  Tallon Griekspoor

## Partecipanti al doppio maschile

### Teste di serie
| Nazione     | Giocatore         | Nazione       | Giocatore        | Ranking* | Testa di serie |
| ----------- | ----------------- | ------------- | ---------------- | -------- | -------------- |
| Germania    | Tim Pütz          | Nuova Zelanda | Michael Venus    | 15       | 1              |
| Croazia     | Nikola Mektić     | Croazia       | Mate Pavić       | 19       | 2              |
| Spagna      | Marcel Granollers | Argentina     | Horacio Zeballos | 23       | 3              |
| Regno Unito | Lloyd Glasspool   | Finlandia     | Harri Heliövaara | 34       | 4              |

* Ranking al 26 settembre 2022.

### Altri partecipanti
Le seguenti coppie di giocatori hanno ricevuto una wildcard per il tabellone principale: 
- Aleksandr Bublik /  Beibit Žuchajev
- Grigorij Lomakin /  Denis Jevsejev

La seguente coppia di giocatori è entrata in tabellone usando il ranking protetto:
- Santiago González /  Łukasz Kubot

La seguente coppia di giocatori è passata dalle qualificazioni:
- Diego Hidalgo /  Cristian Rodríguez

### Ritiri
Prima del torneo
- Marcelo Arévalo /  Jean-Julien Rojer → sostituiti da  Francisco Cerúndolo /  Andrés Molteni
- Juan Sebastián Cabal /  Robert Farah → sostituiti da  Adrian Mannarino /  Fabrice Martin
- Wesley Koolhof /  Neal Skupski → sostituiti da  Andrej Golubev /  Oleksandr Nedovjesov
- Rajeev Ram /  Joe Salisbury → sostituiti da  Kevin Krawietz /  Andreas Mies

## Campioni

### Singolare
Novak Đoković ha sconfitto in finale  Stefanos Tsitsipas con il punteggio di 6-3, 6-4.
• È il novantesimo titolo in carriera per Đoković, il quarto della stagione.

### Doppio
Nikola Mektić /  Mate Pavić hanno sconfitto in finale  Adrian Mannarino /  Fabrice Martin con il punteggio di 6-4, 6-2.